# Julen Aguinagalde
Julen Aguinagalde Aquizu, baskisch: Julen Aguinagalde Akizu, (* 8. Dezember 1982 in Irún, Gipuzkoa) ist ein spanischer Handballtrainer und ehemaliger Handballspieler. Aguinagalde spielte die Position des Kreisläufers. Er ist 1,95 m groß und wiegt 110 kg.

## Vereinskarriere

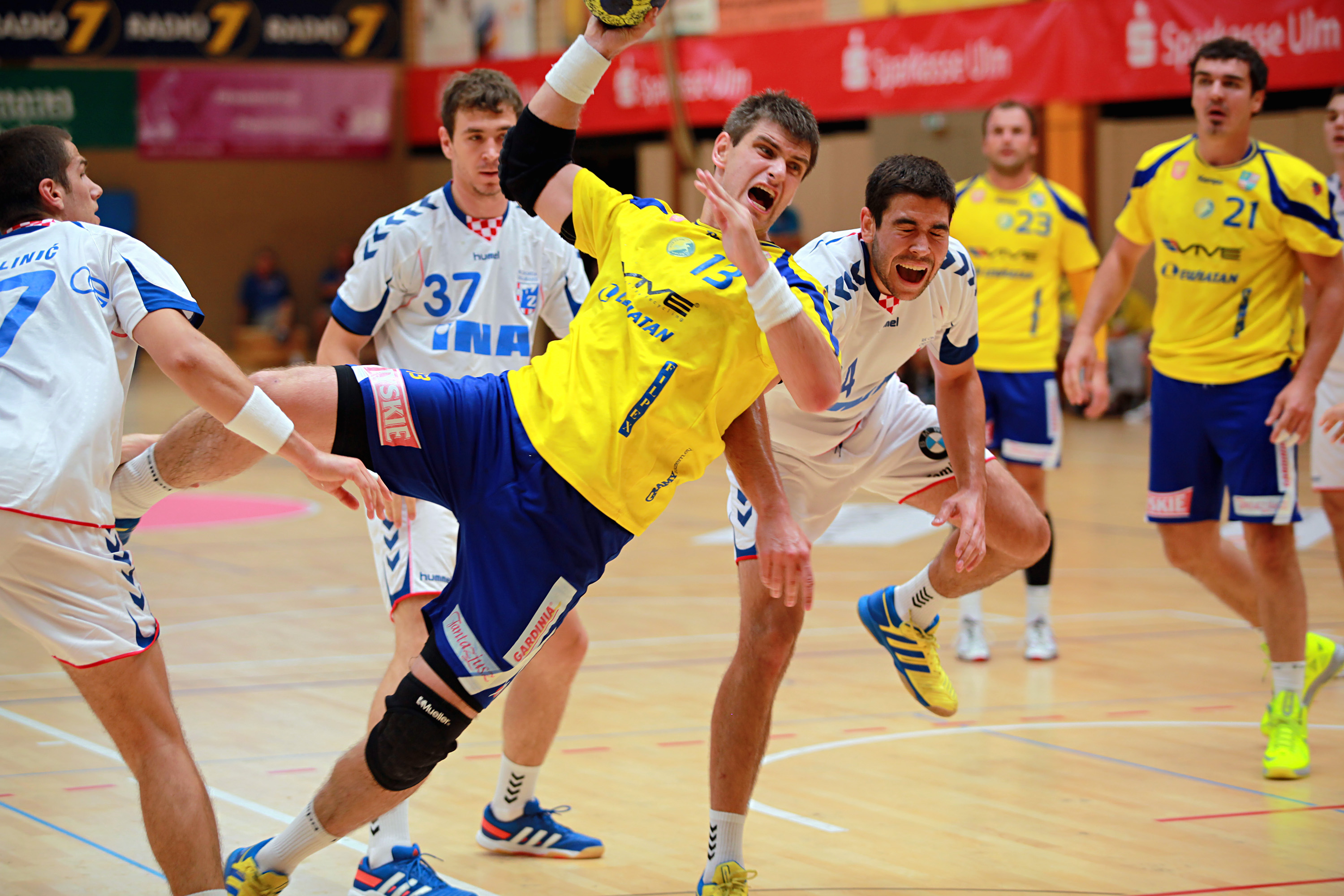
Julen Aguinagalde

Julen Aguinagalde begann in seiner Heimatstadt mit dem Handballspiel. Für den örtlichen Erstligisten Bidasoa Irún debütierte er auch 1999 in der spanischen Liga Asobal. Es gelang Aguinagalde jedoch nie, mit seinem Verein an dessen ruhmreiche Zeiten der neunziger Jahre anzuknüpfen. 2006 schließlich unterschrieb er einen Vertrag beim Topclub Ademar León. Mit diesem zog er 2007 ins Finale des Europapokals der Pokalsieger ein, unterlag jedoch dem deutschen HSV Hamburg. In der Saison 2008/09 holte er mit León die Copa Asobal, bevor er im Sommer 2009 er zum Ligarivalen BM Ciudad Real wechselte, mit dem er 2010 die spanische Meisterschaft und 2011 den spanischen Pokal sowie 2011 und 2012 (mit dem Nachfolgeteam Atlético Madrid) die Copa Asobal gewann. Im Sommer 2013 wechselte er zum polnischen Erstligisten KS Kielce, mit dem er 2014, 2015, 2016, 2017, 2018, 2019 und 2020 die Meisterschaft, 2014, 2015, 2016, 2017, 2018 und 2019 den Pokal sowie 2016 die EHF Champions League gewann. Im Sommer 2020 kehrte er zu Bidasoa Irún zurück. Nach der Saison 2022/23 beendete er seine sportliche Karriere. In der Liga Asobal warf er 1078 Tore in 443 Spielen. Ab Beginn seiner letzten Spielzeit arbeitete er zusätzlich bei Bidasoa Irún als Sportdirektor.

## Auswahlmannschaften
Julen Aguinagalde hat 205 Länderspiele für die spanische Nationalmannschaft bestritten, bei denen er 485 Tore warf. Bei der Europameisterschaft 2008 in Norwegen ersetzte er den verletzten Rolando Uríos, schied mit Spanien jedoch nach der Hauptrunde aus. Bei der Weltmeisterschaft 2011 wurde er mit der spanischen Mannschaft Dritter, bei der Europameisterschaft 2012 Vierter. Bei den Olympischen Spielen 2012 in London verlor Spanien im Viertelfinale gegen den späteren Sieger Frankreich, Aguinagalde wurde ins All-Star-Team gewählt. Seinen größten Erfolg feierte Aguinagalde, als er 2013 mit dem spanischen Team im eigenen Land durch einen 35:19-Finalsieg über Dänemark Weltmeister wurde. Auch hier stand er im All-Star-Team. Bei der Europameisterschaft 2014 wurde er mit Spanien Dritter sowie als bester Kreisläufer erneut ins All-Star-Team gewählt. 2018 und 2020 wurde er mit der spanischen Mannschaft Europameister. Mit der spanischen Auswahl gewann er bei den Olympischen Spielen in Tokio Bronze.
Von April 2000 bis Mai 2001 bestritt er insgesamt 21 Spiele für die Jugendnationalauswahl Spaniens, in denen er 57 Tore warf. Von Januar 2001 bis September 2003 stand er in 48 Spielen der spanischen Junioren auf dem Platz und warf dabei 68 Tore.

## Trainer
Aguinagalde übernahm an der Seite von Cheftrainer Jota González im Mai 2025 das Co-Training der polnischen Männer-Handballnationalmannschaft.

## Erfolge
Verein
- 1 × spanischer Meister (2010)[9]
- 3 × spanischer Pokalsieger (Copa del Rey) (2011, 2012, 2013)[9][10][11]
- 2 × spanischer Ligapokalsieger (Copa Asobal) (2009 und 2011)[9]
- 2 × spanischer Superpokalsieger (Supercopa) (2011, 2012)[9]
- 7 × polnischer Meister (2014, 2015, 2016, 2017, 2018, 2019, 2020)[9]
- 6 × polnischer Pokalsieger (2014, 2015, 2016, 2017, 2018, 2019)[9]
- 1 × EHF Champions League (2016)[9]
- 2 × IHF Super Globe (2010, 2012)[9]

Nationalmannschaft
- Weltmeister 2013
- Europameister 2018 und 2020
- Bronze bei den Olympischen Spielen 2020
- Bronze bei der Weltmeisterschaft 2011 und Europameisterschaft 2014
- All-Star-Team  Olympische Spiele 2012, WM 2013, EM 2014

## Ehrungen
Der Verein Bidasoa Irún ehrt seinen langjährigen Spieler am letzten Spieltag der Saison 2022/2023 mit einem besonderen Spielshirt, das eine Hommage an ihn darstellt. Zudem wird in der Spielstätte des Vereins, dem Artaleku, ein Trikot mit Aguinagaldes Rückennummer 13 aufgehängt.
In den Jahren 2010, 2011 und 2013 wurde er als bester Spieler der Liga Asobal gewählt.
Er wurde als bester Kreisläufer der Olympischen Spiele 2012, der Weltmeisterschaft 2013, der Europameisterschaft 2014, der Europameisterschaft 2018 und der EHF Champions League 2018/2019 gewählt.
Die Königliche spanische Handballföderation (RFEBM) verlieh ihm 2023 die Medaille mit Gold und Brillanten (Medalla e Insignia de Oro y Brillantes).

## Privates
Julen Aguinagaldes Bruder Gurutz Aguinagalde (* 1977) war ebenfalls Handballnationalspieler und ist seit 2018 Präsident von Bidasoa Irún.